# Paulina Chiziane

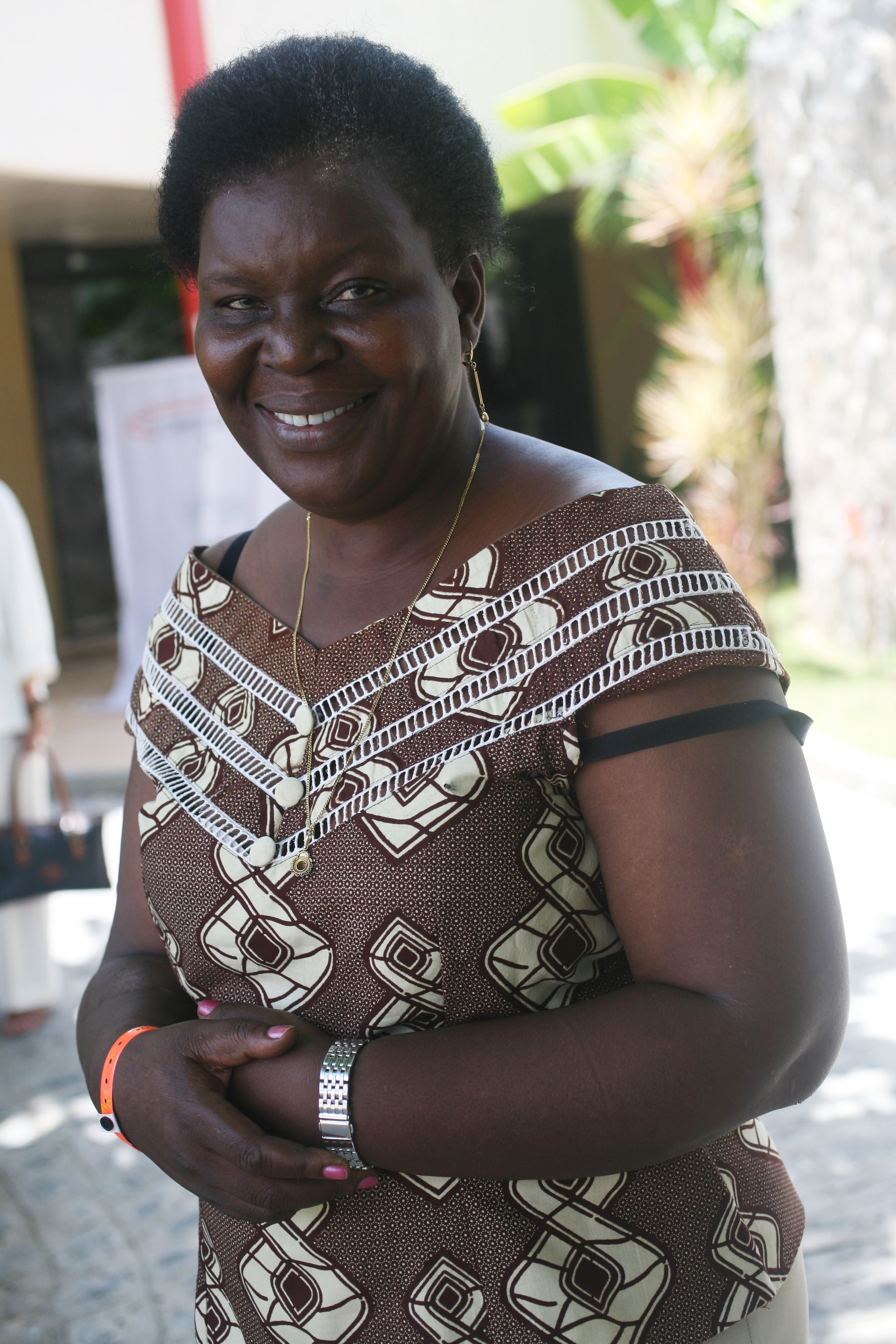
Paulina Chiziane (2008)

Paulina Chiziane (* 4. Juni 1955 in Manjacaze, Provinz Gaza, Mosambik) ist eine mosambikanische Schriftstellerin.

## Leben
Paulina Chiziane wurde am 4. Juni 1955 in der Kleinstadt Manjacaze in der Provinz Gaza der damaligen portugiesischen Kolonie Mosambik geboren. Im Alter von sechs Jahren zog sie mit ihrer Familie in eine Vorstadt der Hauptstadt Lourenço Marques (heute Maputo). Ihr Vater, der seit seiner Jugend durch die portugiesische Kolonialverwaltung verordnete Zwangsarbeit (xibalo) verrichten musste, arbeitete als Tagelöhner, später als Straßenschneider. Chizianes Mutter war Landwirtin. Chiziane wuchs in einem stark anti-kolonial geprägten Haushalt auf; ihr Vater verbot es ihr, Portugiesisch zu sprechen, lediglich die lokale Sprache XiChope war als Umgangssprache erlaubt.
Chiziane besuchte eine Grundschule in einer der zahlreichen katholischen Missionsstationen, bevor sie anschließend eine Sekundarschule besuchte. Ihr gelang es, an der Handelsschule von Lourenço Marques einen Abschluss zu erzielen, was es ihr ermöglichte, mehrere Jahre als Sekretärin zu arbeiten. Zu dieser Zeit heiratete sie, bekam zwei Kinder, trennte sich jedoch wenig später von ihrem Ehemann.
Nach der Unabhängigkeit Mosambiks begann sie an der neugegründeten Universität Maputos, der Eduardo-Mondlane-Universität, zu studieren. Bereits kurz nach der Unabhängigkeit Mosambiks brach ein Bürgerkrieg aus zwischen der regierenden, sich als marxistisch-sozialistisch bezeichnenden FRELIMO und der vom südrhodesischen und südafrikanischen Geheimdienst aufgebauten und finanzierten Rebellentruppe RENAMO. Chiziane begann, für das Internationale Rote Kreuz zu arbeiten, um die Zivilbevölkerung in den Gebieten zu versorgen, die besonders stark vom Krieg betroffen waren.
Nach Ende des Bürgerkrieges 1992 arbeitete Chiziane für die Frauenorganisation Nucleo de Associações Femininas da Zambézia (NAFEZA), die Frauenorganisationen in der Provinz Zambézia unterstützte. Später war sie als Beraterin für ausländische Agenturen der internationalen Entwicklungszusammenarbeit tätig, insbesondere in den Bereichen Konfliktvermeidung und Frauenrechte.

## Literarisches Wirken
Chiziane wird zu einer zweiten Generation von Autorinnen und Autoren in Mosambik gezählt, die sich von den Post-Unabhängigkeits-Autoren, die besonders idealistisch bis propagandistisch die Ziele der FRELIMO verarbeiteten, abzusetzen versuchte. Chiziane porträtiert in ihren Werken viel stärker Individuen denn gesellschaftliche Bewegungen und thematisiert die Geschlechterverhältnisse in ihrem Land auf unterschiedliche Art und Weise. Gemeinsam mit anderen Autoren ihrer Generation – Mia Couto, Suleiman Cassamo oder auch João Paulo Borges Coelho – beschreibt sie die mosambikanische Gegenwart vor allem darin, nicht der urbanen, sondern der bis dato von politischen wie sozialen Diskursen exkludierten, ruralen Bevölkerung Mosambiks eine Stimme zu geben.
Paulina Chiziane begann in den 1980er Jahren mit ihrer schriftstellerischen Tätigkeit; 1984 veröffentlichte sie ihre ersten Geschichten in den Magazinen Domingo und Tempo. 1990 veröffentlichte Chiziane ihr erstes Buch mit dem Titel Balada de Amor ao Vento (Liebeslied an den Wind). Das Buch erregte nicht nur Aufmerksamkeit, weil es als der erste von einer Frau in Mosambik veröffentlichte Roman galt. Auch die besonders intime Schilderung von Geschlecht, Sexualität, Beziehungen aus einer weiblichen Perspektive galt als bemerkenswert.
1993 folgte ihr Roman Ventos do apocalipse (Wind der Apokalypse), in dem sie den mosambikanischen Bürgerkrieg verarbeitete. 2000 folgte O Sétimo Juramento (Das siebte Gelöbnis). Ihren literarischen Durchbruch erzielte Chiziane jedoch mit ihrem 2002 veröffentlichten Roman Niketche: Uma História de Poligamia (Niketche: Eine Geschichte der Polygamie), für den sie unter anderem 2003 den bekanntesten mosambikanischen Literaturpreis, den Prémio José Craveirinha, des mosambikanischen Schriftstellerverbandes erhielt. In dem Werk beschrieb Chiziane die starke emotionale und wirtschaftliche Abhängigkeit, die Frauen von Männern in Mosambik erleben, oft durch polygame Strukturen bestärkt.
2008 veröffentlichte Chiziane ein weiteres Werk mit einem kontroversen Thema: In O alegre canto da perdiz (Der fröhliche Gesang des Rebhuhns) thematisierte Chiziane den Rassismus in Mosambik. Ebenfalls 2008 veröffentlichte Chiziane eine Trilogie mit dem Titel As Andorinhas (Die Schwalben), in der sie drei Helden der mosambikanischen Geschichtsschreibung porträtiert: den Gaza-König Gungunhana, den Unabhängigkeitskämpfer und ersten FRELIMO-Vorsitzenden Eduardo Mondlane und die Olympiaathletin Maria de Lurdes Mutola.
2014 verlieh ihr der portugiesische Staat den Orden des Infanten D. Henrique im Range des Großoffiziers (Grande Oficial). Bei der Verleihung widmete sie den Preis den mosambikanischen Frauen mit den Worten: „Ich möchte mein Volk, die Frauen meines Landes, ermutigen: Wie schwierig die Bedingungen auch sein mögen, geht barfuß und gewinnt.“
2021 erhielt Chiziane den wichtigsten Literaturpreis des portugiesischsprachigen Raumes, den Prémio Camões.

## Veröffentlichungen

### Werke
- Balada de Amor ao Vento (1990)
- Ventos de Apocalipse (1993)
- O Sétimo Juramento (2000)
- Niketche: Uma História de Poligamia (2002)
- O Alegre Canto da Perdiz (2008)
- As Andorinhas (2008)

### Übersetzungen ins Deutsche
- Wind der Apokalypse, übersetzt von Elisa Fuchs, Brandes & Apsel, 1997
- Liebeslied an den Wind, übersetzt von Claudia Stein und Michael Kegler, Brandes & Apsel, 2001
- Das siebte Gelöbnis, übersetzt von Michael Kegler, Brandes & Apsel, 2003